# جدجد مدغشقري
جدجد مدغشقري (الاسم العلمي: Gryllus madagascarensis) هو نوع من الحشرات يتبع جنس الجدجد من فصيلة الجداجد الحقيقية.